# سامار
سامار (Samar) یکی از استان‌های کشور فیلیپین است. این استان در خاور این کشور قرار گرفته است و بخشی از جزایر ویسایا به شمار می‌رود.
مرکز این استان شهر کاتبالوگان است. جمعیت آن کم‌تر از ششصد و پنجاه هزار نفر است. مساحت این استان کم‌تر از پنج هزار و ششصد کیلومتر مربع است.